# Тегусигалпа
Тегусигалпа (шп. Tegucigalpa) US: /təˌ-/ је главни и највећи град Хондураса. Тегусигалпа је познат и под називом Тегус, и Тепаз. Град има 1.682.725 становника у ширем подручју (2006). Тегусигалпа је по величини трећи град у Централној Америци. Налази се на надморској висини од 940 m.
Шпанци су 29. септембра 1578. године прогласили право на Тегусигалпу. Дана 30. октобра 1880. године, град је постао престоница Хондураса под председником Марком Аурелиом Сотом, када је преместио седиште владе из Комајагве, која је била главни град Хондураса од стицања независности 1841. године. Уставом из 1936. године Тегуцигалпа и Комајагуа су успостављене као централни округ, а садашњи устав Хондураса из 1982. наставља да дефинише братске градове као Централни округ[c] који служи као стална национална престоница.
Тегусигалпа се налази у јужно-централном планинском региону познатом као департман Франциско Моразан, чији је главни град департмана. Град се налази у долини, окружен планинама. Тегусигалпа и Комајагуа, као градови побратими, физички су одвојени реком Чолутека. Централни округ је највећи од 28 општина у департману Франциско Моразан.
Тегусигалпа је највећи и најнасељенији град Хондураса, као и политички и административни центар нације. Тегусигалпа је домаћин 25 страних амбасада и 16 конзулата. То је матична база неколико државних ентитета као што су ENEE и Хондутел, националне енергетске и телекомуникационе компаније, респективно. Град је такође дом најважнијег јавног универзитета у земљи, Националног аутономног универзитета Хондураса, као и националног фудбалског тима. Град опслужују два међународна аеродрома, Комајагуа и Тонконтин.
Канцеларија градоначелника Централног округа (Alcaldia Municipal del Distrito Central) је управни орган града, на чијем челу је градоначелник и 10 одборника који чине општинску корпорацију (Corporación Municipal). С обзиром да је и седиште департмана, канцеларија гувернера Франциска Моразана такође се налази у главном граду. Године 2008, град је функционисао на основу одобреног буџета од 1,555 милијарди лемпира (82,189,029 УСД). У 2009. години, градска влада је пријавила приход од 1,955 милијарди лемпира (103,512,220 америчких долара), више од било ког другог главног града у Централној Америци осим града Панама.
Инфраструктура Тегусигалпе није пратила раст становништва. Недовољно урбанистичко планирање, густо збијена урбанизација и сиромаштво су стални проблеми. Јако закрчени путеви, где путна инфраструктура није у стању да ефикасно носи преко 400.000 возила, свакодневно ствара хаос. Националне и локалне власти предузеле су кораке за побољшање и проширење инфраструктуре, као и за смањење сиромаштва у граду.

## Географија
Тегусигалпа се налази на југу Хондураса у планинској котлини. Река Чолутека тече између Тегусигалпе и града Комојагуела. Тегусигалпа и Комојагуела чине заједнички главни град Хондураса. Терен на коме се налази град је брдовит. У средишњем делу града је брдо Пикачо на којем се налазе углавном стамбени објекти. У предграђима има много сиромашних четврти типа фавела.

### Клима
Већи део Хондураса има тропску климу, али Тегусигалпа због веће надморске висине има хладнију и угоднију климу.
| Клима Тегусигалпе (Тегусигалпа аеродром) 1961–1990, екстреми 1951–садашњост                 | Клима Тегусигалпе (Тегусигалпа аеродром) 1961–1990, екстреми 1951–садашњост | Клима Тегусигалпе (Тегусигалпа аеродром) 1961–1990, екстреми 1951–садашњост | Клима Тегусигалпе (Тегусигалпа аеродром) 1961–1990, екстреми 1951–садашњост | Клима Тегусигалпе (Тегусигалпа аеродром) 1961–1990, екстреми 1951–садашњост | Клима Тегусигалпе (Тегусигалпа аеродром) 1961–1990, екстреми 1951–садашњост | Клима Тегусигалпе (Тегусигалпа аеродром) 1961–1990, екстреми 1951–садашњост | Клима Тегусигалпе (Тегусигалпа аеродром) 1961–1990, екстреми 1951–садашњост | Клима Тегусигалпе (Тегусигалпа аеродром) 1961–1990, екстреми 1951–садашњост | Клима Тегусигалпе (Тегусигалпа аеродром) 1961–1990, екстреми 1951–садашњост | Клима Тегусигалпе (Тегусигалпа аеродром) 1961–1990, екстреми 1951–садашњост | Клима Тегусигалпе (Тегусигалпа аеродром) 1961–1990, екстреми 1951–садашњост | Клима Тегусигалпе (Тегусигалпа аеродром) 1961–1990, екстреми 1951–садашњост | Клима Тегусигалпе (Тегусигалпа аеродром) 1961–1990, екстреми 1951–садашњост |
| Показатељ \ Месец                                                                           | .Јан.                                                                       | .Феб.                                                                       | .Мар.                                                                       | .Апр.                                                                       | .Мај.                                                                       | .Јун.                                                                       | .Јул.                                                                       | .Авг.                                                                       | .Сеп.                                                                       | .Окт.                                                                       | .Нов.                                                                       | .Дец.                                                                       | .Год.                                                                       |
| ------------------------------------------------------------------------------------------- | --------------------------------------------------------------------------- | --------------------------------------------------------------------------- | --------------------------------------------------------------------------- | --------------------------------------------------------------------------- | --------------------------------------------------------------------------- | --------------------------------------------------------------------------- | --------------------------------------------------------------------------- | --------------------------------------------------------------------------- | --------------------------------------------------------------------------- | --------------------------------------------------------------------------- | --------------------------------------------------------------------------- | --------------------------------------------------------------------------- | --------------------------------------------------------------------------- |
| Апсолутни максимум, °C (°F)                                                                 | 33,0 (91,4)                                                                 | 34,5 (94,1)                                                                 | 35,5 (95,9)                                                                 | 36,6 (97,9)                                                                 | 36,9 (98,4)                                                                 | 34,5 (94,1)                                                                 | 35,9 (96,6)                                                                 | 36,9 (98,4)                                                                 | 34,2 (93,6)                                                                 | 34,8 (94,6)                                                                 | 32,8 (91)                                                                   | 31,4 (88,5)                                                                 | 36,9 (98,4)                                                                 |
| Максимум, °C (°F)                                                                           | 25,7 (78,3)                                                                 | 27,4 (81,3)                                                                 | 29,5 (85,1)                                                                 | 30,2 (86,4)                                                                 | 30,2 (86,4)                                                                 | 28,6 (83,5)                                                                 | 27,8 (82)                                                                   | 28,5 (83,3)                                                                 | 28,5 (83,3)                                                                 | 27,3 (81,1)                                                                 | 26,0 (78,8)                                                                 | 25,4 (77,7)                                                                 | 27,9 (82,2)                                                                 |
| Просек, °C (°F)                                                                             | 19,5 (67,1)                                                                 | 20,4 (68,7)                                                                 | 22,1 (71,8)                                                                 | 23,4 (74,1)                                                                 | 23,6 (74,5)                                                                 | 22,6 (72,7)                                                                 | 22,1 (71,8)                                                                 | 22,4 (72,3)                                                                 | 22,2 (72)                                                                   | 21,5 (70,7)                                                                 | 20,4 (68,7)                                                                 | 19,7 (67,5)                                                                 | 21,7 (71,1)                                                                 |
| Минимум, °C (°F)                                                                            | 14,3 (57,7)                                                                 | 14,5 (58,1)                                                                 | 15,5 (59,9)                                                                 | 17,1 (62,8)                                                                 | 18,2 (64,8)                                                                 | 18,2 (64,8)                                                                 | 18,0 (64,4)                                                                 | 18,0 (64,4)                                                                 | 17,9 (64,2)                                                                 | 17,6 (63,7)                                                                 | 16,3 (61,3)                                                                 | 15,0 (59)                                                                   | 16,7 (62,1)                                                                 |
| Апсолутни минимум, °C (°F)                                                                  | 4,5 (40,1)                                                                  | 7,2 (45)                                                                    | 4,7 (40,5)                                                                  | 8,9 (48)                                                                    | 11,1 (52)                                                                   | 12,4 (54,3)                                                                 | 12,6 (54,7)                                                                 | 12,2 (54)                                                                   | 11,0 (51,8)                                                                 | 10,0 (50)                                                                   | 7,7 (45,9)                                                                  | 6,8 (44,2)                                                                  | 4,5 (40,1)                                                                  |
| Количина падавина, mm (in)                                                                  | 5,3 (0,209)                                                                 | 4,7 (0,185)                                                                 | 9,9 (0,39)                                                                  | 42,9 (1,689)                                                                | 143,5 (5,65)                                                                | 158,7 (6,248)                                                               | 82,3 (3,24)                                                                 | 88,5 (3,484)                                                                | 177,2 (6,976)                                                               | 108,9 (4,287)                                                               | 39,9 (1,571)                                                                | 9,9 (0,39)                                                                  | 871,7 (34,319)                                                              |
| Дани са падавинама (≥ 1.0 mm)                                                               | 1                                                                           | 1                                                                           | 1                                                                           | 2                                                                           | 9                                                                           | 12                                                                          | 9                                                                           | 9                                                                           | 13                                                                          | 10                                                                          | 4                                                                           | 2                                                                           | 73                                                                          |
| Релативна влажност, %                                                                       | 71                                                                          | 66                                                                          | 62                                                                          | 60                                                                          | 67                                                                          | 75                                                                          | 74                                                                          | 73                                                                          | 76                                                                          | 78                                                                          | 77                                                                          | 75                                                                          | 71                                                                          |
| Сунчани сати — месечни просек                                                               | 220,8                                                                       | 229,4                                                                       | 268,5                                                                       | 242,8                                                                       | 216,3                                                                       | 171,7                                                                       | 192,5                                                                       | 204,8                                                                       | 183,4                                                                       | 200,4                                                                       | 199,2                                                                       | 212,2                                                                       | 2.542                                                                       |
| Извор #1: NOAA                                                                              |                                                                             |                                                                             |                                                                             |                                                                             |                                                                             |                                                                             |                                                                             |                                                                             |                                                                             |                                                                             |                                                                             |                                                                             |                                                                             |
| Извор #2: Deutscher Wetterdienst (humidity, 1951–1993) Meteo Climat (record highs and lows) |                                                                             |                                                                             |                                                                             |                                                                             |                                                                             |                                                                             |                                                                             |                                                                             |                                                                             |                                                                             |                                                                             |                                                                             |                                                                             |

## Историја
Тегусигалпу су основали шпански досељеници 29. новембра 1578. Град су назвали "Villa de San Miguel de Heredia de Tegucigalpa" Име Тегусигалпа долази из мајанског језика и значи "сребрно брдо". Град је основан на налазишту руде сребра и био је значајан рударски центар. Налазиште сребра је главни повод шпанског насељавања Хондураса.
Хондурас је прогласио независност 1821. године, али је између 1823. и 1838. године био део Федералних Република Средње Америке. Хондурас је у почетку више пута селио главни град између Тегусигалпе и града Цомаyагуа, а од 1880. је главни град за стално остао у Тегусигалпи.
Град је био релативно мали до 1970. године кад у Хондурасу јача индустријализација и долази много досељеника из сеоских крајева. Касније се град шири и настају нове четврти уз постојеће колонијално језгро. Ураган Мич је погодио 1998. године Тегусигалпу, када је град био поплављен и доживео велике штете.

## Становништво
| 1961.   | 1974.   | 1988.   | 2001.   | 2013.     |
| ------- | ------- | ------- | ------- | --------- |
| 164.941 | 302.483 | 595.931 | 850.445 | 1.157.509 |

Етничка и расна структура Тегусигалпе је слична структури Хондураса. Око 90% становника главног града су местици са мањином белаца шпанског порекла. Присутни су кинески и арапски имигранти, што се тиче Арапа претежно су из Палестине. Има и припадника аутохтоних индијанских народа и становништва афричког порекла.

## Привреда
Структура привредних активности у граду је следећа: трговина (42,86%), индустрија (16,13%), угоститељство (14,43%), банкарство (10,12%), услуге (8,94%), здравство (3,90%), и остало (3,60%). Индустријска производња обухвата текстилну индустрију, производњу шећера, дуванску индустрију, индустрију стакла, металну, пластичну, хемијску, електро, машинску и индустрију гума. На ободу града је и даље присутно присутно рударство, експлоатишу се руде сребра, олова и цинка.

### Саобраћај
Иако најважнији аеродром у Хондурасу, аеродром Тонконтин у Тегусигалпи важи за један од најопаснијих аеродрома у свету, са веома кратком пистом и у потпуности окружен урбанизованим простором главног града.

## Партнерски градови
- Њу Орлеанс[49]
- Лима
- Тајпеј[50]
- Мадрид[51]
- Богота
- Гејнсвил
- Аман
- Гватемала
- Гвадалахара[52]
- Бело Оризонте[53]
- Кјото[54]